# Jane Vincent
Jane Catherine Vincent (* 23. August 1966 in Montreal) ist eine ehemalige kanadische Skilangläuferin.

## Werdegang
Vincent startete international erstmals bei den Junioren-Skiweltmeisterschaften 1985 in Täsch, wo sie den 26. Platz über 10 km und den neunten Rang mit der Staffel belegte. Im folgenden Jahr kam sie bei den Junioren-Skiweltmeisterschaften in Lake Placid auf den siebten Platz mit der Staffel und auf den vierten Rang über 15 km. Bei den nordischen Skiweltmeisterschaften 1987 in Oberstdorf lief sie auf den 37. Platz über 20 km Freistil und bei den nordischen Skiweltmeisterschaften 1991 im Val di Fiemme auf den 46. Platz über 30 km Freistil, auf den 45. Rang über 10 km Freistil und auf den 11. Platz mit der Staffel. Ihren letzten internationalen Rennen absolvierte sie bei den Olympischen Winterspielen 1992 in Albertville. Dort belegte sie den 53. Platz über 5 km klassisch, den 49. Rang im Verfolgungsrennen und den 40. Platz über 30 km Freistil. Zudem errang sie dort zusammen mit Angela Schmidt-Foster, Rhonda DeLong und Lucy Steele-Masson den 11. Platz in der Staffel.